# Districte de Chinon
El districte de Chinon és un dels tres amb què es divideix el departament francès de l'Indre i Loira a la regió del Centre-Vall del Loira. Té 7 cantons i 87 municipis. El cap del districte és la sotsprefectura de Chinon.

## Cantons
cantó d'Azay-le-Rideau - cantó de Bourgueil - cantó de Chinon - cantó de L'Île-Bouchard - cantó de Langeais - cantó de Richelieu - cantó de Sainte-Maure-de-Touraine

## Demografia

### Comparació demogràfica
Comparació de la població dels 8 municipis més grans del districte en 2007